# Hofsee (Satow)
Der Hofsee ist ein See bei Satow im Landkreis Mecklenburgische Seenplatte in Mecklenburg-Vorpommern.

## Geografie
Das 12,7 Hektar große Gewässer befindet sich im Osten des zur Gemeinde Fünfseen gehörenden Ortsteils Satow zwischen dem Plauer See und der Müritz im Osten der Mecklenburger Seenplatte. Die maximale Ausdehnung der 90,3 m ü. NHN befindlichen Wasseroberfläche beträgt 600 Meter mal 340 Meter. Der Ort Satow befindet sich am nördlichen Ufer. Das Gewässer ist von einem Streifen aus Laubbäumen umgeben, eine kleinere Waldfläche schließt sich südwestlich an den See an. Über den nordwestlichen Teil des Sees führt eine Hochspannungsleitung.
Es existiert ein Zufluss aus dem Kogeler See sowie eine abfließende Verbindung zum Rogeezer Bruch, der weiter in Richtung Plauer See entwässert.